# Indywidualne Mistrzostwa Europy w Ice Speedwayu 1964
Indywidualne Mistrzostwa Europy w Ice Speedwayu 1964 – cykl turniejów w ice speedwayu mających wyłonić najlepszych zawodników na świecie w roku 1964. Oficjalnie zawody rozegrane zostały pod szyldem indywidualnych mistrzostw Europy.

## Historia i zasady
Mistrzostwa Europy zastąpił rozegrany rok wcześniej Puchar FIM w ice speedwayu. Mistrzostwie rozgrywki składały się z pięciu rund rozegranych w trzech miastach Związku Radzieckiego: Leningradzie, Ufie i Moskwie. Po trzech rundach tytuł mistrzowski zapewnił sobie Gabdrachman Kadyrow, walka o pozostałe miejsca na podium trwała do ostatniej rundy rozgrywanej na Centralnym stadionie im. W.I. Lenina. Srebro wywalczył Wiaczesław Dubinin, a brąz Jurij Dudorin.

## Punktacja
Do klasyfikacji końcowej liczyły się trzy najlepsze występy.
| Miejsce | 1 | 2 | 3 | 4 | 5 | 6 |
| ------- | - | - | - | - | - | - |
| Punkty  | 8 | 6 | 4 | 3 | 2 | 1 |

## Zawodnicy
Obsada mistrzostw została ustalona na podstawie eliminacji rozegranych w Baszkirii.
Stali uczestnicy
- ZSRR – Jurij Dudorin, Wiaczesław Dubinin, Gabdrachman Kadyrow, Boris Samorodow
- Szwecja – Berndt Hörnfeldt, Per Hollander, Åke Östblom, Willihard Thomsson
- Czechosłowacja – Stanislav Kubíček, Jaroslav Machač, Antonín Šváb
- Finlandia – Esko Koponen, Esko Lensu
- Mongolia – Icinczorloo Baator, Sengedordż Ojdow
- Jugosławia – Slobodan Džudović

Zawodnicy rezerwowi
- ZSRR – Lew Jerochin[5], Wsiewołod Nierytow
- Finlandia – Antero Salasto
- Jugosławia – Drago Perko

## Terminarz
| Lp. | Data     | Stadion  | Miasto    | Zwycięzca           |
| --- | -------- | -------- | --------- | ------------------- |
| 1   | 2 lutego | Mototrek | Leningrad | Gabdrachman Kadyrow |
| 2   | 5 lutego | Trud     | Ufa       | Gabdrachman Kadyrow |
| 3   | 6 lutego | Trud     | Ufa       | Gabdrachman Kadyrow |
| 4   | 8 lutego | Łużniki  | Moskwa    | Wiaczesław Dubinin  |
| 5   | 9 lutego | Łużniki  | Moskwa    | Wiaczesław Dubinin  |

## Klasyfikacja końcowa
| Poz | Zawodnik            | 1  | 2  | 3  | 4  | 5  | Punkty |
| --- | ------------------- | -- | -- | -- | -- | -- | ------ |
| 1   | Gabdrachman Kadyrow | 8  | 8  | 8  | 3  | 4  | 24     |
| 2   | Wiaczesław Dubinin  | 3  | 0  | 0  | 8  | 8  | 19     |
| 3   | Jurij Dudorin       | 4  | 3  | 6  | 6  | 3  | 16     |
| 4   | Boris Samorodow     | 6  | 6  | 3  | 0  | ns | 15     |
| 5   | Berndt Hörnfeldt    | 2  | 2  | 2  | 0  | 6  | 10     |
| 6   | Per Hollander       | 0  | 4  | 4  | 2  | 0  | 10     |
| 7   | Jaroslav Machač     | 0  | 1  | 0  | 4  | 0  | 5      |
| 8   | Stanislav Kubíček   | 0  | 0  | 0  | 1  | 2  | 3      |
| 9   | Antonín Šváb        | 1  | 0  | 0  | 0  | 0  | 1      |
| 10  | Slobodan Džudović   | 0  | 0  | 1  | 0  | 0  | 1      |
| 11  | Esko Koponen        | 0  | 0  | 0  | 0  | 1  | 1      |
| 12  | Åke Östblom         | 0  | 0  | 0  | 0  | 0  | 0      |
| 13  | Willihard Thomsson  | 0  | 0  | 0  | 0  | 0  | 0      |
| 14  | Sengedordż Ojdow    | 0  | 0  | 0  | 0  | 0  | 0      |
| 15  | Icinczorloo Baator  | 0  | 0  | 0  | ns | 0  | 0      |
| 16  | Lew Jerochin        | ns | ns | 0  | ns | 0  | 0      |
| 17  | Esko Lensu          | 0  | 0  | ns | 0  | 0  | 0      |
| 18  | Drago Perko         | ns | ns | ns | ns | 0  | 0      |
| 19  | Antero Salasto      | ns | ns | ns | 0  | ns | 0      |